# لتسن (مکلنبورگ-فورپومرن)
لتسن (به آلمانی: Leezen) یک شهر در آلمان است که در لودویگسلوست-پارشیم واقع شده‌است. لتسن ۲٬۲۲۷ نفر جمعیت دارد.